# 이치바촌 (아이치현)
이치바촌(一場村)은 아이치현 니시카스가이군에 설치되었던 촌이다. 현재의 기요스시에 해당한다.